# Tumble Dust
Tumble Dust, född 15 mars 2010 i Danmark, är en dansk varmblodig travhäst. Han tränades av Tomas Malmqvist åren 2012–2016. Under 2017 tränades han av Camilla Jonasson vid Halmstadtravet. Han kördes oftast av Björn Goop.
Tumble Dust tävlade åren 2012–2017 och sprang in 4,8 miljoner kronor på 38 starter varav 10 segrar, 5 andraplatser och 8 tredjeplatser. Han tog karriärens största segrar i Svampen Örebro (2012), Danskt Travderby (2014), Axel Jensens Minneslopp (2014) och Critérium Continental (2014). Han kom även på andraplats i korta E3 (2013) samt på tredjeplats i långa E3 (2013) och Danskt Trav-Kriterium (2013), Sprintermästaren (2014).
Han deltog i 2015 års upplaga av världens största travlopp Prix d'Amérique, där han kördes av Joseph Verbeeck och slutade oplacerad.
År 2018 meddelades att Tumble Dust avslutar sin tävlingskarriär och påbörjar en ny karriär som avelshingst.